# هرکی

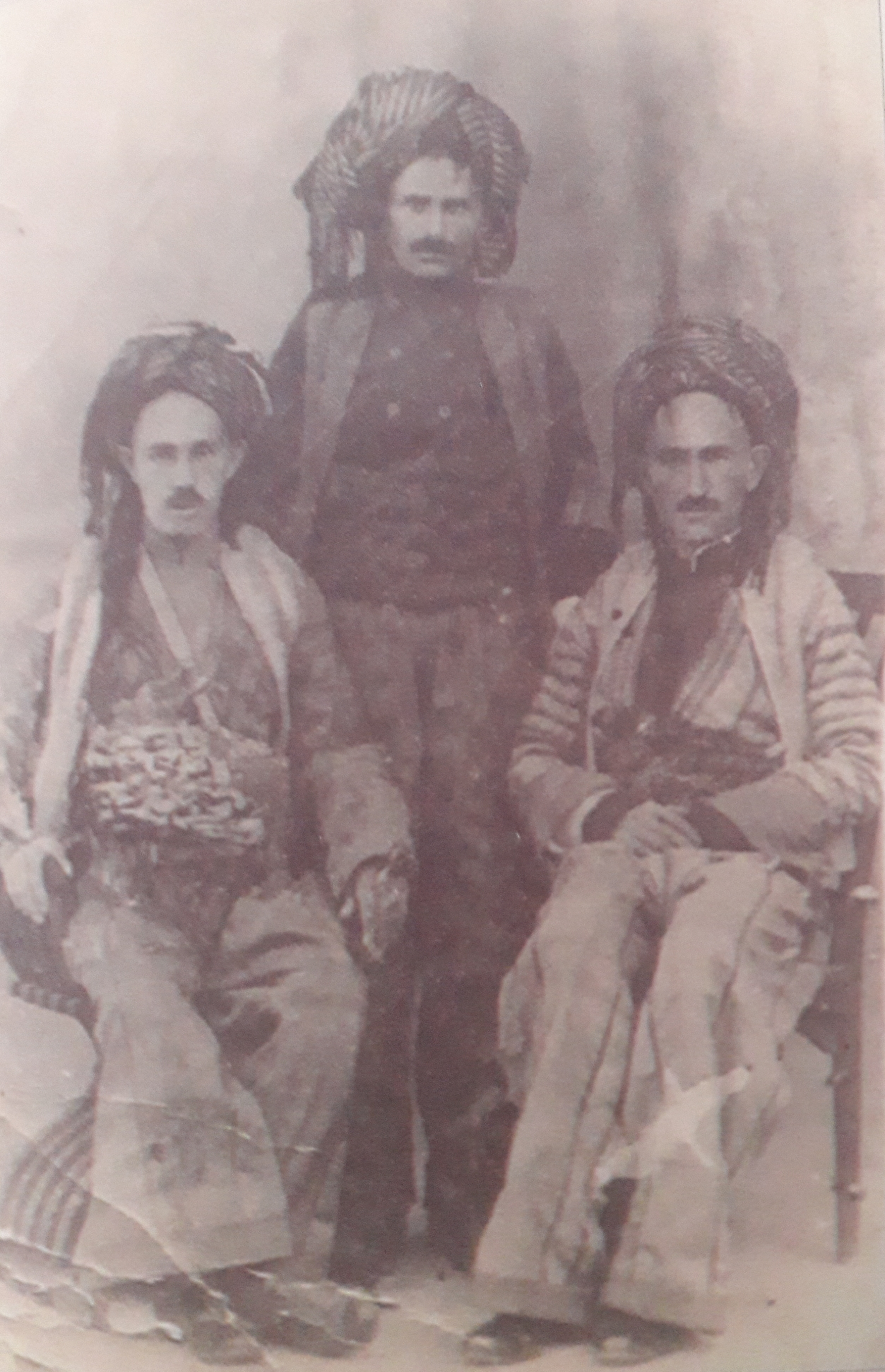
از چپ به راست: رئیس هرکی، فتاح آقا هرکی، با حاجی صاحب و سیده آقا هرکی

هَرکی یکی از ایل‌های کرد است که در کردستان ایران، اقلیم کردستان عراق و کردستان ترکیه ساکن است.
این ایل شامل سه عشیره می‌شود:
- سیدان
- مندان
- سرهاتی

ایل هرکی در گذشته تابستان‌ها به ایران و ترکیه می‌آمدند و زمستان‌ها به عراق می‌رفتند.
در اقلیم کردستان عراق هم ایل هرکی در اربیل، دهوک و موصل ساکن هستند. همچنین این ایل در کردستان ترکیه نیز در استان‌های جنوب شرقی ترکیه ازجمله حکاری، وان، شمدینان و آگری سکونت دارد.
در این ایل همهٔ خانوارها در دسته‌های عشیره ای قرار می‌گیرند.
زبان مردم ایل هرکی کردی کرمانجی است و اکثراً در منطقه مرگور، ترگور، دشت باراندوز، ارومیه و همچنین دشت بیل و اشنویه سکونت دارند.